# Bill Butchart
Bill Butchart (eigentlich William Erskine Butchart; * 15. April 1933; † 1. April 2019) war ein australischer Mittelstreckenläufer, der sich auf die 800-Meter-Distanz spezialisiert hatte.
Bei den Olympischen Spielen 1956 in Melbourne wurde er Achter.
Seine persönliche Bestzeit von 1:49,5 min stellte er 1956 auf.